# Elie Yéghiayan
Elie Yéghia Yéghiayan ICPB (* 29. Mai 1950 in Aleppo, Syrien) ist ein syrischer Ordensgeistlicher und armenisch-katholischer Bischof von Sainte-Croix-de-Paris.

## Leben
Elie Yéghiayan trat der Ordensgemeinschaft der Patriarchalen Kongregation von Bzommar bei und empfing am 24. März 1974 das Sakrament der Priesterweihe.
Am 23. Juni 2018 ernannte ihn Papst Franziskus zum Bischof von Sainte-Croix-de-Paris. Der armenisch-katholische Patriarch von Kilikien, Grégoire Bedros XX. Ghabroyan, spendete ihm am 12. August 2018 in Bzommar die Bischofsweihe. Mitkonsekratoren waren sein Amtsvorgänger Jean Teyrouz ICPB, und der emeritierte Koadjutorerzbischof von Istanbul, Kévork Khazoumian ICPB.
Am 27. Juni 2020 ernannte ihn Papst Franziskus außerdem zum Apostolischen Visitator für die armenisch-katholischen Gläubigen in Westeuropa.